# Danny Goldring
Pour les articles homonymes, voir Goldring.
Danny Goldring est un acteur américain né le 31 mai 1946 à Woodstock en Illinois et mort le 2 décembre 2022.

## Filmographie

### Cinéma
- 1976 : The Last Affair
- 1988 : Vice Versa : le policier en moto
- 1988 : Nico : l'aide de Zagon
- 1989 : Opération Crépuscule : Bum
- 1992 : Gentleman Babe : Bill Carrigan
- 1993 : Excessive Force : Lieutenant Landry
- 1993 : Le Fugitif : le chef de la police de l'Illinois
- 1994 : Tueurs nés : le père de Grace Mulberry
- 1996 : Poursuite : Clandy Butler
- 1997 : Bean : Buck, l'agent de sécurité
- 1997 : Night of the Lawyers : W. C. Cantrill
- 1998 : Goodbye Lover : le médecin légal
- 1998 : Les Démons du maïs 5 : La Secte des damnés : M. O'Brien
- 2001 : Les Visiteurs en Amérique : le barman
- 2001 : Betaville : J3L
- 2002 : Janey Van Winkle : le père Van Winkle
- 2007 : The Earl : le comte
- 2008 : The Dark Knight : Le Chevalier noir : Grumpy
- 2009 : Chicago Overcoat : Ralph Maloney
- 2009 : A Perfect Manhattan : William
- 2011 : Lenny Morris vs. The Universe : Grand-père Morris
- 2014 : The Drunk : Chuck
- 2014 : Dig Two Graves : le procureur
- 2016 : Fools : Harvey
- 2016 : Cellar Door : Shérif Jim Graham
- 2017 : When Jeff Tried to Save the World : El Diablo
- 2019 : Captive State : le garde de prison

### Télévision
- 1976 : The Million Dollar Rip-Off
- 1980 : C'est déjà demain : Beau Mitchell (7 épisodes)
- 1980 : Texas : Hank (4 épisodes)
- 1986 : Les Incorruptibles de Chicago : le détective (2 épisodes)
- 1989 : Dallas : Dick Attelsley (1 épisode)
- 1989 : Matlock : Mo (1 épisode)
- 1990 : Rick Hunter : un éboueur (1 épisode)
- 1990 : Johnny Ryan : Ben Dougherty
- 1993 : ABC Afterschool Special : M. Kelso (1 épisode)
- 1993 : Missing Persons : M. Murphy (2 épisodes)
- 1994 : Justice pour un innocent : Wilder
- 1994 : Le Rebelle (1 épisode)
- 1994-1996 : Star Trek: Deep Space Nine : Chef Burke et Légat Kell (2 épisodes)
- 1995 : VR.5 : Traxell (1 épisode)
- 1995 : New York Police Blues : Sergent McNamara (2 épisodes)
- 1995 : Wings : Agent Douglas (1 épisode)
- 1995 : Space 2063 : Sergent (1 épisode)
- 1995 : Urgences : Tony Maddocks (1 épisode)
- 1996 : EZ Streets : Tim (1 épisode)
- 1998 : Star Trek: Voyager : Alpha Hirogen et un commandant Nazi (2 épisodes)
- 1998-2000 : Demain à la une : Avocat Tinsley et Mickey Mulfreed (2 épisodes)
- 1999 : The Practice : Donnell et Associés : Détective Chuck Driscoll (1 épisode)
- 2001 : Invisible Man : le chef SWRB (2 épisodes)
- 2001-2002 : Star Trek: Enterprise : le capitaine Alien et le capitaine Nausicaan (2 épisodes)
- 2003 : Normal : Pete
- 2005 : Six Feet Under : Augie Holzenchenko (1 épisode)
- 2009 : Des mains en or : Professeur Burket
- 2011-2012 : Boss : Ryan Kavanaugh (8 épisodes)
- 2015-2017 : Sense8 : un ami (3 épisodes)